# 詹路易吉·普拉切拉
詹路易吉·普拉切拉（義大利語：Gianluigi Placella，1948年3月19日—），意大利前男子击剑运动员。他曾代表意大利参加1972年夏季奥林匹克运动会击剑比赛，结果未能获得奖牌。